# Nedbank Golf Challenge 2012
De Nedbank Golf Challenge 2012 was een golftoernooi dat liep van 29 november tot en met 2 december 2012 en werd gespeeld op de Gary Player Country Club in Sun City. Het toernooi maakte deel uit van de Sunshine Tour 2012.
Titelverdediger is Lee Westwood.
Aan het toernooi deden slechts twaalf spelers mee, w.o. Lee Westwood, winnaar van dit toernooi in 2010 en 2011, Charl Schwartzel, winnaar van de laatste Masters 2011 en zes leden van het laatste Ryder Cup-team: Nicolas Colsaerts, Peter Hanson, Martin Kaymer, Paul Lawrie, Francesco Molinari  en Justin Rose. 
Het prijzengeld is $ 5.000.000, waarvan de winnaar $ 1.250.000 krijgt.
| Speler             | OWGR | NGC | Score | Rang |
| ------------------ | ---- | --- | ----- | ---- |
| Nicolas Colsaerts  | 35   | 0   |       |      |
| Bill Haas          | 35   | 0   |       |      |
| Peter Hanson       | 25   | 0   |       |      |
| Martin Kaymer      | 33   | 1   |       |      |
| Paul Lawrie        | 29   | 1   |       |      |
| Francesco Molinari | 30   | 1   |       |      |
| Garth Mulroy       | 172  | 0   |       |      |
| Louis Oosthuizen   | 12   | 1   |       |      |
| Carl Pettersson    | 32   | 0   |       |      |
| Justin Rose        | 5    | 3   |       |      |
| Charl Schwartzel   | 31   | 3   |       |      |
| Lee Westwood       | 4    | 8   |       |      |

OWGR = Official World Golf Ranking per 17 oktober 2012

NGC = aantal keren dat deze speler al in dit toernooi heeft meegedaan.

## Nedbank Champions Challenge
Tegelijk met de Nedbank Golf Challenge wordt sinds 2011 de Nedbank Champions Challenge gespeeld. Voor de senioren is het prijzengeld $ 880.000, waarvan de winnaar $ 250.000 krijgt. Titelverdediger is Mark Calcavecchia. Het is de eerste keer dat een vader-zoon duo in de Nedbank Challenge speelt, Jay Haas en Bill Haas.
| Speler            | OSWGR | NGC | Score | Rang |
| ----------------- | ----- | --- | ----- | ---- |
| Jeff Sluman       | 17    |     |       |      |
| Jay Haas          | 15    |     |       |      |
| Mark Calcavecchia | 6     | 1   |       |      |
| Fred Funk         | 5     |     |       |      |
| Nick Price        | 44    |     |       |      |
| Bernhard Langer   | 1     |     |       |      |
| Tom Watson        | 46    | 0   |       |      |
| Ian Woosnam       | 77    | 1   |       |      |

OSWGR = Official Senior World Golf Ranking per 11 november 2012